# Joaquín Achúcarro
Joaquín Achúcarro Arisqueta, né à Bilbao le 1er novembre 1932, est un pianiste classique espagnol.

## Biographie et carrière
Joaquín Achúcarro est né à Bilbao, en Espagne, et a grandi dans les années difficiles de la période post-guerre d'Espagne. Il a commencé l'étude du piano au Conservatoire de Bilbao et, à l'âge de 13 ans, a fait ses débuts de concertiste à Bilbao en jouant un concerto de Mozart avec un orchestre local, l'année 1946. Adolescent, il est parti à Madrid pour étudier la physique, bien que peu de temps après avoir obtenu son diplôme, il se consacre entièrement à l'étude de la musique, puis s'installe à Sienne, en Italie, pour étudier à l'Académie musicale Chigiana. Il prit par ailleurs des leçons avec José Cubiles. En 1959, il a remporté le 4e prix du Concours international de piano Ferruccio Busoni. La même année, sa carrière a été lancée après sa victoire au Concours international de Liverpool, qui a conduit à ses débuts avec l'Orchestre symphonique de Londres.
Depuis, il a travaillé dans 58 pays, avec 206 orchestres, dont certains des plus beaux ensembles, tels que l'Orchestre philharmonique de Berlin, l'Orchestre philharmonique de New York, l'Orchestre symphonique de Londres, l'Orchestre Philharmonia, l'Orchestre philharmonique de la BBC, l'Orchestre symphonique de Baltimore, l'Orchestre philharmonique de Londres, le Deutsches Symphonie-Orchester Berlin , l'Orchestre symphonique de Chicago, Orchestre national de France, Orchestre philharmonique de Tokyo, Los Angeles, etc., et avec des chefs tels que Claudio Abbado, Riccardo Chailly, Zubin Mehta, Yehudi Menuhin, Seiji Ozawa et Sir Simon Rattle. 
Achúcarro est réputé pour ses interprétations de Brahms, Rachmaninov et Ravel, ainsi que plusieurs compositeurs espagnols. 
À partir du milieu des années 1980, il a été professeur à la Meadows School of the Arts de l'Université méthodiste du Sud, à University Park, au Texas (États-Unis),.
Achúcarro a enregistré plus de 30 CD pour différents labels.

## Honneurs
- En 1992, il a reçu le Prix national de musique.
- En 1996, il a été récompensé par le roi Juan Carlos de la Médaille d'or du mérite des beaux-arts[2]. Il est Commandeur de l'Ordre d'Isabelle la Catholique, membre de l'Académie royale des beaux-arts Saint-Ferdinand et membre honoraire de la Real Academia de Bellas Artes de Nuestra Señora de las Angustias de Grenade.